# Liste der Kulturdenkmale der Schmalspurbahn Cranzahl–Kurort Oberwiesenthal
Die Liste der Kulturdenkmale der Schmalspurbahn Cranzahl–Oberwiesenthal enthält Einzeldenkmale der Schmalspurbahn Cranzahl–Oberwiesenthal, die Bestandteil dieser Schmalspurbahn sind und in der Denkmalliste des Freistaates Sachsen ausgewiesen werden.
Diese Einzeldenkmale sind in den einzelnen Ortsteilen der Gemeinden Sehmatal und Oberwiesenthal im Erzgebirgskreis zu finden, siehe Denkmallisten der entsprechenden Gemeinden. Die Gesamtstrecke steht als Sachgesamtheit nicht unter Denkmalschutz.
Die Anmerkungen sind zu beachten.
Diese Liste ist eine Teilliste der Liste der technischen Denkmale im Erzgebirgskreis.

Diese Liste ist eine Teilliste der Liste der technischen Denkmale in Sachsen.

## Legende
- Bild: Bild des Kulturdenkmals, ggf. zusätzlich mit einem Link zu weiteren Fotos des Kulturdenkmals im Medienarchiv Wikimedia Commons. Wenn man auf das Kamerasymbol klickt, können Fotos zu Kulturdenkmalen aus dieser Liste hochgeladen werden:
- Bezeichnung: Denkmalgeschützte Objekte und ggf. Bauwerksname des Kulturdenkmals
- Lage: Straßenname und Hausnummer oder Flurstücknummer des Kulturdenkmals. Die Grundsortierung der Liste erfolgt nach dieser Adresse. Der Link (Karte) führt zu verschiedenen Kartendiensten mit der Position des Kulturdenkmals. Fehlt dieser Link, wurden die Koordinaten noch nicht eingetragen. Sind diese bekannt, können sie über ein Tool mit einer Kartenansicht einfach nachgetragen werden. In dieser Kartenansicht sind Kulturdenkmale ohne Koordinaten mit einem roten bzw. orangen Marker dargestellt und können durch Verschieben auf die richtige Position in der Karte mit Koordinaten versehen werden. Kulturdenkmale ohne Bild sind an einem blauen bzw. roten Marker erkennbar.
- Datierung: Baubeginn, Fertigstellung, Datum der Erstnennung oder grobe zeitliche Einordnung entsprechend des Eintrags in der sächsischen Denkmaldatenbank
- Beschreibung: Kurzcharakteristik des Kulturdenkmals entsprechend des Eintrags in der sächsischen Denkmaldatenbank, ggf. ergänzt durch die dort nur selten veröffentlichten Erfassungstexte oder zusätzliche Informationen
- ID: Vom Landesamt für Denkmalpflege Sachsen vergebene, das Kulturdenkmal eindeutig identifizierende Objekt-Nummer. Der Link führt zum PDF-Denkmaldokument des Landesamtes für Denkmalpflege Sachsen. Bei ehemaligen Kulturdenkmalen können die Objektnummern unbekannt sein und deshalb fehlen bzw. die Links von aus der Datenbank entfernten Objektnummern ins Leere führen. Ein ggf. vorhandenes Icon  führt zu den Angaben des Kulturdenkmals bei Wikidata.

## Schmalspurbahn Cranzahl-Oberwiesenthal
Diese Liste enthält die denkmalgeschützte Bestandteile der Schmalspurbahn Cranzahl-Oberwiesenthal, die in ihrer Gesamtheit nicht unter Denkmalschutz steht. Die Liste ist entsprechend der örtlichen Lage an der Strecke von Cranzahl nach Oberwiesenthal gegliedert.
| Bild           | Bezeichnung                   | Lage                                                      | Datierung                                | Beschreibung | ID       |
| -------------- | ----------------------------- | --------------------------------------------------------- | ---------------------------------------- | --- | -------- |
| Weitere Bilder | Bahnhof Cranzahl              | Cranzahl, Bahnhofstraße 4 (Karte)                         | 1872 (Bahnhof); erweitert 1897 (Bahnhof) | Bahnhof Cranzahl; Bahnhof der Bahnstrecke Vejprty–Annaberg-Buchholz unt Bf und Anfangsbahnhof der Schmalspurbahn Cranzahl–Oberwiesenthal, baugeschichtlich, ortsgeschichtlich und eisenbahngeschichtlich von Bedeutung. Empfangsgebäude, Güterschuppen, Bahnsteigüberdachung, Unterführung mit überdachten Treppenaufgängen, Wasserkran und Rollwagengrube eines Bahnhofes. Zweigeschossig, Obergeschoss des Empfangsgebäudes verbrettert bzw. verschiefert, mit Einflüssen des Schweizerstils, Segmentbogenfenster – baugeschichtlich und ortsgeschichtlich von Bedeutung. | 08985984 |
| Weitere Bilder | Haltepunkt Unterneudorf       | Neudorf, Karlsbader Straße 21b (hinter) (Karte)           | 1897 (Bahnhof)                           | Bahnhofs-Wartehäuschen (mit Fernsprechanlage) – Bestandteil der Schmalspurbahn Cranzahl–Oberwiesenthal, ortsgeschichtlich und verkehrsgeschichtlich von Bedeutung. Fachwerk verbrettert, Pultdach. | 08985961 |
| Weitere Bilder | Bahnhof Neudorf               | Neudorf, Am Bahnhof 6c; 6d (Karte)                        | 1897 (Bahnhof)                           | Empfangsgebäude (Nr. 6c), Toilettenhäuschen, Güterschuppen (Nr. 6d) und Fernmeldehäuschen eines Bahnhofes – Bestandteil der Schmalspurbahn Cranzahl–Oberwiesenthal, technikgeschichtlich und verkehrsgeschichtlich von Bedeutung. Empfangsgebäude roter Ziegel, Segmentbogenfenster gesprosst, flaches überstehendes Satteldach, gleiche Form das Toilettenhäuschen, Fernmeldehäuschen ebenfalls verbrettert, Expeditionsschuppen querverbrettert, Rampe, weiter Dachüberstand.                                                                                             | 08985948 |
| Weitere Bilder | Haltepunkt Vierenstraße       | Neudorf, Vierenstraße 20 (neben) (Karte)                  | 1898 (Bahnhof)                           | Bahnhofs-Wartehäuschen – Bestandteil der Schmalspurbahn Cranzahl–Oberwiesenthal, verkehrsgeschichtlich von Bedeutung. Häuschen verbrettert, Pultdach. | 08985940 |
| Weitere Bilder | Bahnhof Kretscham-Rothensehma | Kretscham-Rothensehma, Kretscham 24 (bei) (Karte)         | 1898 (Bahnhof)                           | Bahnhof Kretscham-Rothensehma: Bahnhofs-Empfangshäuschen und Wasserkran; alte Ortslage Kretscham-Rothensehma, Bestandteil der Schmalspurbahn Cranzahl–Oberwiesenthal, technisches Denkmal, verkehrsgeschichtlich von Bedeutung. Häuschen verbrettert, Pultdach. | 08985937 |
| Weitere Bilder | Bahnhof Hammerunterwiesenthal | Hammerunterwiesenthal, Oberwiesenthaler Straße 8c (Karte) | 1897                                     | Bahnhof Hammerunterwiesenthal: Bahnhofsgebäude; Bestandteil der Schmalspurbahn Cranzahl-Oberwiesenthal, eisenbahngeschichtlich und ortsgeschichtlich von Bedeutung. | 08991902 |
| Weitere Bilder | Haltepunkt Unterwiesenthal    | Unterwiesenthal, Annaberger Straße (Karte)                | 1897                                     | Bahnhofsgebäude; Bestandteil der Schmalspurbahn Cranzahl–Oberwiesenthal, eisenbahngeschichtlich von Bedeutung. Eingeschossiger roter Backsteinbau mit Segmentbogenöffnungen, originale Fenstersprossung, schönes originales Türblatt, flaches überstehendes Satteldach. | 08991898 |
| Weitere Bilder | Viadukt Hüttenbachtal         | Oberwiesenthal, Hüttenbachstraße - (Karte)                | 1897                                     | Eisenbahnbrücke Oberwiesenthal über das Hüttenbachtal: Gerüstpfeilerviadukt, Bestandteil der Schmalspurbahn Cranzahl–Oberwiesenthal, eisenbahngeschichtlich, ortsgeschichtlich und landschaftsgestaltend von Bedeutung. Der Viadukt liegt in einer Steigung von 3,3 Prozent und einem Gleisbogen mit 350 Meter Radius, Anfertigung der Brückenteile in Lauchhammer, vor Ort zusammengebaut, vier Brückenfelder, Gesamtlänge 100 Meter, lichte Weite 17,5 Meter, Höhe des Viadukts 18 Meter.                                                                                 | 09305010 |
| Weitere Bilder | Bahnhof Oberwiesenthal        | Oberwiesenthal, Bahnhofstraße 7 (Karte)                   | 1897 (Empfangsgebäude)                   | Empfangsgebäude (bestehend aus drei Gebäudeteilen) eines Bahnhofs – regionaltypische Bahnhofsgebäude mit zum Teil alter Technik, Bestandteil der Schmalspurbahn Cranzahl–Oberwiesenthal, eisenbahngeschichtlich und technikgeschichtlich von Bedeutung. Hauptgebäude zweigeschossig, Obergeschoss verbrettert, mit zwei eingeschossigen massiven Seitengebäuden, Fenstersprossung Hauptgebäude im originalen Sinne, Satteldächer. | 08991922 |